# Andrea Bieniasová
Andrea Bieniasová, rozená Andrea Reichsteinová (* 11. listopadu 1959, Lipsko, Sasko) je bývalá východoněmecká atletka. Její specializací byla výška. Je halovou mistryní (1986) a halovou vicemistryní (1982) Evropy.
V roce 1977 obsadila na juniorském mistrovství Evropy v Doněcku šesté místo. Reprezentovala na letních olympijských hrách v Moskvě 1980, kde ve finále obsadila s výkonem 191 cm šestou příčku. Z halového mistrovství Evropy 1982 v Miláně si odvezla stříbrnou medaili, když překonala 199 cm a na pokusy prohrála jen s tehdejší západoněmeckou výškařkou Ulrike Meyfarthovou. V též roce skončila sedmá na mistrovství Evropy v Athénách.
O rok později obsadila desáté místo na prvním mistrovství světa v atletice v Helsinkách. V roce 1986 se stala v Madridu halovou mistryní Evropy, když zdolala 197 cm. Na mistrovství Evropy 1986 ve Stuttgartu skončila těsně pod stupni vítězů, na čtvrtém místě společně se Susanne Beyerovou.
V roce 1981 se provdala za německého desetibojaře Gerda Bieniase.